# Famille Somogyi
La famille Somogyi de Medgyes (en hongrois : medgyesi Somogyi család) est une ancienne famille de la noblesse hongroise aujourd'hui éteinte.

## Origines
Elle tire son nom du comitat de Somogy dont elle est probablement originaire.
Pál et György Somogyi reçoivent un don de blason de Ferdinand II en 1628. József, János, Mária et Amália Somogyi reçoivent en 1816 le titre de comte de la part de François Ier. La famille s'éteint en ligne masculine en 1881.

## Liens, sources
- Béla Kempelen: Magyar nemes családok (Vol. IX)